# Вознесенский район (Северо-Кавказский край)
Вознесенский район — административно-территориальная единица в составе Юго-Восточной области и Северо-Кавказского края, существовавшая в 1924—1929 годах. Центр — станица Вознесенская.
Вознесенский район был образован 19 июля 1924 года в составе Армавирского округа Юго-Восточной области. 16 октября 1924 года Юго-Восточная область была преобразована в Северо-Кавказский край.
К началу 1925 года в Вознесенский район входили 14 сельсоветов: Ахметровский, Бесстрашненский, Вознесенский, Грязнушенский, Ереминский, Кобловский, Отважненский, Подгорносинюхинский, Пролетарский, Синюхинский, Сладкий, Союз 5 хуторов, Союз 16 хуторов, Упорненский.
6 ноября 1929 года Вознесенский район был упразднён. При этом Вознесенский, Грязнушенский, Ереминский, Кобловский, Первосинюхинский, Сладкий, Союз 5 хуторов, Союз 16 хуторов и Упорненский с/с были переданы в Армавирский район; Хлебодаровский с/с — в Курганинский район; Бесстрашненский, Подгорносинюхинский и Рудьевский с/с — в Отрадненский район.